# Флавий Аркадий Плацид Магн Феликс
Не путать с консулом 428 года и поэтом.
Флавий Аркадий Плацид Магн Феликс (лат. Flavius Arcadius Placidus Magnus Felix), иногда отождествляемый с Флавием Феликсом (лат. Flavius Felix) (упоминается в 511 году) — римский политик, занимавший пост консула в период правления Теодориха Великого.
Принадлежал к древней аристократической семье из Галлии, был правнуком консула 460 года Флавия Магна; потерял своего отца ещё в молодости, унаследовав его состояние.
Теодорих пожаловал ему, по крайней мере, один заметный пост, так как в 511 году он был уже Vir illustris. В том же году он был назначен консулом на Западе, в то время как Флавий Секундин был назначен консулом Востока; официальное сообщение об этом сохранилось у Кассиодора (Variae 2.1). В другом дошедшем до нас письме Теодориха, которое, предположительно, было написано в том же году, король просил Флавия Аркадия не платить по некоторым долгам, предъявленным возничими ипподрома в Милане (Variae, 3.39).